# ۷۵۶ (قمری)
۷۵۶ (قمری)، هفتصد و پنجاه و ششمین سال در گاهشماری هجری قمری است. اول محرم این سال برابر با بیست و چهارم ژانویه سال ۱۳۵۵ میلادی است.